# (612931) 2005 CA79
(612931) 2005 CA79 est un objet transneptunien faisant partie des twotinos. 

## Caractéristiques
(612931) 2005 CA79 mesure environ 350 km de diamètre, ce qui pourrait le qualifier comme un candidat au statut de planète naine.